# Paradoxurus macrodus
Espèce
Paradoxurus macrodus est une espèce éteinte de la famille des Viverridae.

## Description
L'espèce Paradoxurus macrodus a été décrite en 1864 par John Edward Gray sur la base d'un crâne reçu au muséum de la société zoologique de localisation inconnue avec le commentaire « Skull of a Genet undetermined ».

## Taxonomie
Le nom valide complet (avec auteur) de ce taxon est Paradoxurus macrodus Gray, 1864.